# ایبوبانگ
ایبوبانگ (به لاتین: Ibobang) یک منطقهٔ مسکونی در پالائو است که در نگاتپانگ واقع شده‌است.